# Heini Hediger
Pour les articles homonymes, voir Hediger.
Heini Hediger (né le 30 novembre 1908 à Bâle, † le 29 août 1992 à Berne), biologiste de nationalité suisse, fut le directeur des zoos de Berne (1938-1943), de Bâle (1944-1953) et de Zurich (1954-1973).

## Écrits
- Heini Hediger, Exploration des parcs nationaux du congo belge : Mission Hediger-Verschuren, 1948, Bruxelles, 1951.
- Heini Hediger, Les animaux sauvages en captivité : Introduction à la biologie des jardins zoologiques, Payot, Paris 1953.
- Heini Hediger, Nos amis exotiques au zoo, Amiot-Durand, Paris, 1954.
- Heini Hediger, Psychologie des animaux au zoo et au cirque, René Julliard, Paris, 1955.
- Heini Hediger & Ernest Meier Zoo - Afrique orientale. Editions Artis, Bruxelles,1968
- Heini Hediger & 
Jürg Klages, Lieu de naissance : Zoo, Éditions Silva, Zurich, 1984.